# Бакунов, Григорий Николаевич
Григо́рий Никола́евич Бакуно́в (род. 19 апреля 1977, Свердловск) — российский программист, топ-менеджер, предприниматель, подкастер. Известен под интернет-псевдонимом «bobuk».
Бывший топ-менеджер компании «Яндекс», где среди прочего запускал сервис «Яндекс.Здоровье» и SpeechKit. В 2008—2022 годах являлся частым IT-экспертом в программе Александра Плющева «Точка» на «Эхо Москвы». После закрытия радио программа продолжила выходить в YouTube. Также выступает в качестве приглашённого эксперта во многих других русскоязычных изданиях.
С 2020 проживает и работает на Украине. В 2022 году во время нападения России на Украину остается в Киеве. По собственному заявлению в 2023 отказался от российского гражданства.

## Карьера
Работал по рабочим контрактам в Бельгии, Израиле, Южной Корее и США.
С 2001 года работал в отделе разработки компании SWsoft (ныне Parallels).
Содействовал разработке ряда программ с открытым исходным кодом, в том числе дистрибутива ASPLinux, контрибутил в Linux Kernel.
Open Source — это единственный способ двигать человечество вперед, и все великие вещи которые мы сейчас имеем — они все построены на open source.Григорий Бакунов в интервью АйТиБороде, 2021 год
В 2005 году начал работать в компании «Яндекс», сначала на должности системного администратора, руководил департаментом разработки коммуникационных сервисов. Также занимался системой распознавания и синтеза голоса. В 2017 году придумал макияж, обманывающий алгоритмы распознавания лиц. На 18 июля 2017 года работал директором по распространению технологий «Яндекса». Вместе с Андреем Себрантом был спикером и ведущим конференции Яндекса Yet another Conference.
В 2018 году с другими сотрудниками «Яндекса» запустили производство протеинового мороженого с доставкой Legche.
В 2019 году выступал в Совете Федерации про искусственный интеллект.
С 2020 года работает техническим директором и вице-президентом по технологиям в киевском офисе компании Parimatch Tech, которая занимается азартными играми. Раньше работал с adult-проектами (порносайты).

## Подкастинг
Является одним из пионеров подкастинга в России, с 2006 года — ведущий подкаста о технологиях «Радио-Т». В 2009 году был ведущим подкаста «18плюс» про секс и отношения.